# SNR Vela
O remanescente de supernova da Vela é um remanescente de supernova na constelação de Vela. Sua supernova explodiu a aproximadamente 12.300 anos atrás, e estava a cerca e 800 anos-luz de distância da Terra. A associação deste remanescente com o pulsar de Vela, feito por astrônomos da Universidade de Sidney, foi uma prova direta de que supernovas geram estrelas de nêutrons.
O remanescente da supernova inclui NGC 2736. Também se sobrepõe ao remanescente de supernova de Puppis, que é quatro vezes mais distante. Ambos os remanescentes, de Vela e Puppis, tem em comum o fato de serem uns dos mais brilhantes objetos no espectro de raios-x.
O remanescente de supernova da Vela é um dos mais conhecidos. O pulsar Geminga é próximo (e também é resultado de uma supernova), e em 1998 foi descoberto outro remanescente de supernova perto da Terra, RX J0852.0-4622, que, do nosso ponto de vista, parece estar contida na parte sudeste do remanescente da Vela, e surpreendentemente parece ter explodido recentemente, pois ainda está irradiando raios gama. Este outro remanescente não tinha sido descoberto anteriormente pois estava ocultado pelo remanescente principal.